# Najdymowo-Cegielnia
Najdymowo-Cegielnia (dawn. Cegielnia) – część wsi Najdymowo w Polsce położona w województwie warmińsko-mazurskim, w powiecie olsztyńskim, w gminie Biskupiec.
Dawniej gromada w gminie Czerwonka.
W latach 1975–1998 miejscowość administracyjnie należała do województwa olsztyńskiego. Wieś znajduje się w historycznym regionie Warmia.